# Seattle SuperSonics 1970-1971
La stagione 1970-71 dei Seattle SuperSonics fu la 4ª nella NBA per la franchigia.
I Seattle SuperSonics arrivarono quarti nella Pacific Division della Western Conference con un record di 38-44, non qualificandosi per i play-off.

## Roster
| N° | Naz.                   | Ruolo | Sportivo        | Anno | Alt. | Peso |
| -- | ---------------------- | ----- | --------------- | ---- | ---- | ---- |
| 10 | Stati Uniti (bandiera) | GA    | Dick Snyder     | 1944 | 196  | 94   |
| 11 | Stati Uniti (bandiera) | G     | Lee Winfield    | 1947 | 188  | 79   |
| 12 | Stati Uniti (bandiera) | C     | Tom Black       | 1941 | 208  | 100  |
| 14 | Stati Uniti (bandiera) | A     | Tom Meschery    | 1938 | 198  | 98   |
| 19 | Stati Uniti (bandiera) | G     | Lenny Wilkens   | 1937 | 185  | 82   |
| 22 | Stati Uniti (bandiera) | A     | Don Kojis       | 1939 | 191  | 92   |
| 24 | Stati Uniti (bandiera) | AC    | Spencer Haywood | 1949 | 203  | 102  |
| 33 | Stati Uniti (bandiera) | G     | Jake Ford       | 1945 | 191  | 82   |
| 35 | Stati Uniti (bandiera) | AC    | Don Smith       | 1946 | 206  | 107  |
| 40 | Stati Uniti (bandiera) | A     | Gar Heard       | 1948 | 198  | 99   |
| 41 | Stati Uniti (bandiera) | AC    | Pete Cross      | 1948 | 206  | 104  |
| 43 | Stati Uniti (bandiera) | A     | Barry Clemens   | 1943 | 198  | 95   |
| 44 | Stati Uniti (bandiera) | G     | Rod Thorn       | 1941 | 193  | 88   |
| 45 | Stati Uniti (bandiera) | AC    | Bob Rule        | 1944 | 206  | 100  |

## Staff tecnico
- Allenatore: Lenny Wilkens